# Carina Versloot
Carina Versloot (n. 10 mai 1980) este o baschetbalistă olandeză. A participat la 6 ediții ale Jocurilor Paralimpice (2004, 2008, 2012, 2016, 2020, 2024) în care a câștigat două medalii de aur și două medalii de bronz.